# غرايم أرمسترونغ
غرايم أرمسترونغ (بالإنجليزية: Graeme Armstrong)‏ (23 يونيو 1956 بإدنبرة في المملكة المتحدة - ) هو مدرب كرة قدم ولاعب كرة قدم بريطاني في مركز الدفاع. لعب مع نادي ستنهاوسموير ونادي ألوا أثليتيك ونادي ستيرلينغ ألبيون وبيرويك راينجرز ونادي ليفينغستون لكرة القدم.

## وصلات خارجية
- غرايم أرمسترونغ على موقع قاعدة بيانات كرة القدم.إي يو (الإنجليزية)
- غرايم أرمسترونغ على موقع Soccerbase.com (لاعب) (الإنجليزية)